# Garrick Ohlsson
Garrick Ohlsson (Nova York, 3 d'abril de 1948) és un pianista estatunidenc de música clàssica. Ha estat el primer pianista del seu país a guanyar el primer premi de la VIII edició del Concurs Internacional de Piano Frédéric Chopin celebrat l'any 1970 a Varsòvia. També ha guanyat el primer premi del Concorso pianistico internazionale Ferruccio Busoni, a Itàlia, i el del Montreal Piano Competition, entre d'altres.
Va començar els seus estudis de piano a l'edat de 8 anys al Conservatori de Westchester i als 13 anys continuà la seva formació a la Juilliard School. La seva trajectòria musical ha estat influenciada i completament avalada per diversos professors de gran prestigi, com Claudio Arrau, Olga Barabini, Tom Lishman, Sascha Gorodnitzki, Rosina Lhevinne i Irma Wolpe. El seu repertori abasta tant les obres més famoses de Mozart, Beethoven, i Schubert, fins a contemporanis com Busoni o Copland. Destaquen les seves interpretacions de Chopin, entre les d'altres compositors; té unes mans excepcionalment àmplies, podent realitzar amb l'esquerra una tretzena i amb la dreta un dotzena. Ohlsson ha tocat amb orquestres simfòniques del seu país com les de Cleveland, Filadèlfia, Cincinnati, Indianapolis, Houston, Baltimore, Pittsburgh, Los Angeles, Seattle, Washington DC, i Berkeley; i també europees com amb la Simfònica de Londres.